# Sucrerie Military Cemetery
Sucrerie Military Cemetery is een Britse militaire begraafplaats met gesneuvelden uit de Eerste Wereldoorlog, gelegen in de Franse gemeente Colincamps (departement Somme). 
De begraafplaats werd ontworpen door Reginald Blomfield en ligt op ruim anderhalve kilometer ten zuidoosten van het dorpscentrum (Église Saint-Thomas-d'Aquin). Vanaf de weg van Mailly-Maillet naar Serre-les-Puisieux is ze via een onverharde landweg na 400 m te bereiken. 
Ze heeft een langwerpig grondplan met een oppervlakte van 6.322 m² en wordt omsloten door een bakstenen muur. In de noordoostelijke muur bevinden zich, op 35 m van elkaar, twee identieke vierkantige bakstenen gebouwtjes onder een koepelvormig wit stenen dak. Een ervan doet dienst als toegang en het andere als materiaalruimte. Centraal tegen de zuidoostelijke muur staat op een achthoekig terras het Cross of Sacrifice en aan de tegenoverliggende zijde staat de Stone of Remembrance. 
De begraafplaats telt 1.103 doden waaronder 219 niet geïdentificeerde en wordt onderhouden door de Commonwealth War Graves Commission.

## Geschiedenis
De begraafplaats werd door Franse troepen in de vroege zomer van 1915 aangelegd en vanaf juli van dat jaar tot december 1918 door Britse eenheden geleidelijk uitgebreid. Ze werd aanvankelijk de 10th Brigade Cemetery genoemd. 
Tot aan de Duitse terugtrekking achter de Hindenburglinie in maart 1917 lag de begraafplaats nooit meer dan 1,6 kilometer van het front verwijderd maar vanaf eind maart 1918 (bij de start van het Duitse lenteoffensief en ook de New Zealand Division in deze regio strijd leverde) tot augustus lag ze onder vuur.
De 285 Franse en 12 Duitse graven werden na de wapenstilstand naar andere begraafplaatsen overgebracht waardoor onderbrekingen ontstonden in de belettering van de rijen (rows). In 1933 en 1934 werden enkele van deze leemtes opgevuld nadat 210 graven, gevonden op de slagvelden van de Somme, werden toegevoegd.
Onder de geïdentificeerde doden zijn er 795 Britten, 62 Nieuw-Zeelanders, 14 Australiërs, 8 Zuid-Afrikanen en 5 Canadezen. 

## Graven

### Onderscheiden militairen
- Lawrence Charles W. Palk, luitenant-kolonel bij het Hampshire Regiment werd onderscheiden met de Distinguished Service Order (DSO). Hij werd ook vereerd met het Franse Legioen van Eer (Ordre national de la Légion d’honneur).
- De kapiteins B.S. Smith-Masters (Essex Regiment) en John Kenneth Samuel Page (Royal Warwickshire Regiment) en de luitenants Charles James Henry Goodford (Hampshire Regiment) en E.M. Fry (Royal Field Artillery) werden onderscheiden met het Military Cross (MC).
- W. Watts, sergeant bij de King’s Own (Royal Lancaster Regiment) werd onderscheiden met de Distinguished Conduct Medal (DCM). Hij werd ook vereerd met de Orde van Sint-George (Rusland) (ridder).
- James John Halls, korporaal bij de Rifle Brigade werd onderscheiden met de Distinguished Conduct Medal (DCM).
- Henry James Turner, sergeant bij het Otago Regiment, N.Z.E.F. werd onderscheiden met de Meritorious Service Medal (MSM).
- de sergeanten William Alexander Gray (Wellington Regiment, N.Z.E.F.), William James Baker (Middlesex Regiment), William Bernard Bowles (New Zealand Rifle Brigade) en T.L. Brown (Hampshire Regiment), de korporaals Frederick Minns (Essex Regiment) en Norman Raglan Knight (Wellington Regiment, N.Z.E.F.) en de soldaten Thomas Justice (Seaforth Highlanders) en Alec Wisken (Manchester Regiment) werden onderscheiden met de Military Medal (MM).

### Minderjarige militairen
- soldaat John James Perkins (Royal Warwickshire Regiment) en schutter Samuel Williamson (Royal Irish Rifles) waren 16 jaar toen sneuvelden.
- schutter William Thomas McCombe (Royal Irish Rifles), soldaat Joseph Maxwell (King’s Own (Royal Lancaster Regiment)) en soldaat Cecil Evelyn Nicholas (Hampshire Regiment) waren 17 jaar toen ze sneuvelden.

### Alias
- soldaat David Findlay diende onder het alias David Clint bij de Seaforth Highlanders.

### Gefusilleerde militair
- soldaat James Crozier (Royal Irish Rifles) werd wegens desertie gefusilleerd op 27 februari 1916.[1]